# 城南街道 (临夏市)
城南街道，是中华人民共和国甘肃省临夏回族自治州临夏市下辖的一个乡镇级行政单位。

## 行政区划
城南街道下辖以下地区：
庆胜社区和新华社区。